# Thuriae
Thuriae fu un'importante città peuceta collocata nei pressi di Monte Sannace, a metà strada tra le città di Turi e Gioia del Colle.
L'odierna città di Turi, infatti, fu edificata dagli antichi abitanti di Thuriae.

## Storia
Lo storico romano Tito Livio, nel libro X della sua opera più famosa Ab Urbe Condita, racconta di una flotta greca agli ordini dello spartano Cleonimo che, giunto in Puglia dal mare Adriatico, andò ad occupare la città di Thuriae, nel territorio dei Sallentini. Lo spartano, però, non resistette a lungo nella città peuceta. Dopo qualche mese, infatti, fu inviato ad affrontarlo il console Emilio che, con i suoi legionari, lo ricacciò rapidamente verso la costa adriatica costringendolo a trovare riparo sulle navi. Dopo la liberazione da parte delle legioni romane, gli abitanti di Thuriae potrebbero essersi divisi, ed è proprio allora, secondo la leggenda, che si spostarono a nord di Monte Sannace ed edificarono l'attuale città di Turi.

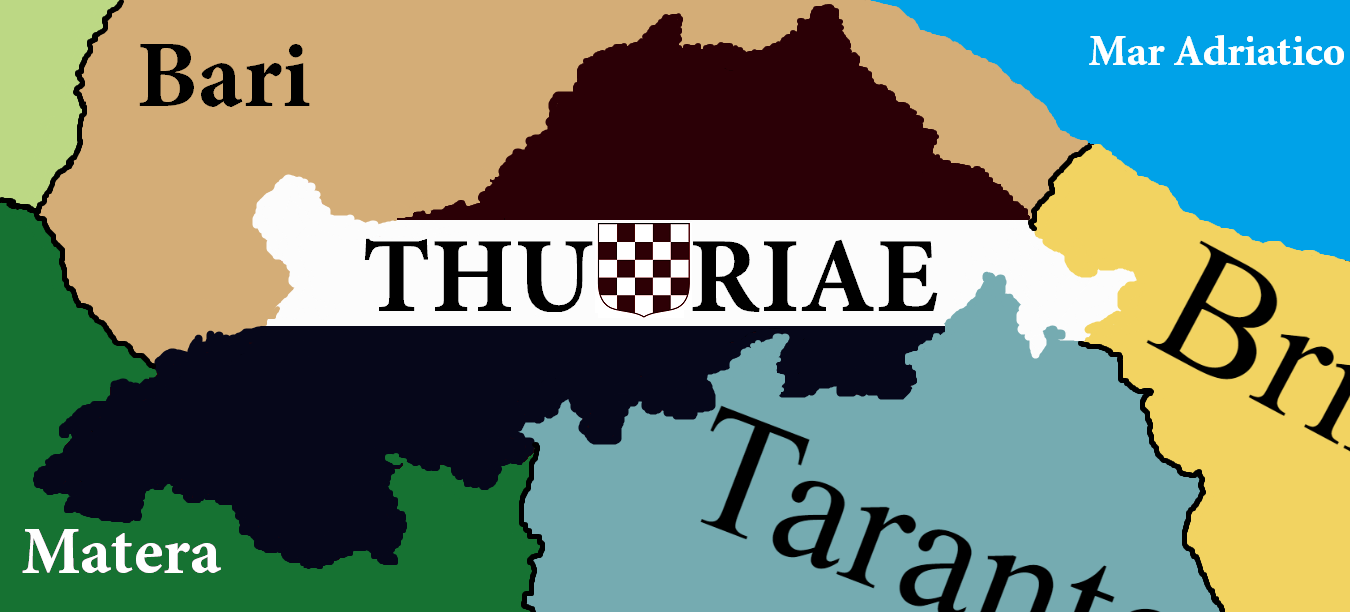
Il territorio di Thuriae con gli attuali confini provinciali e regionali

## Territorio
Secondo alcuni studi la città di Thuriae risultava essere una delle più vaste dell'intera regione Puglia.
È durante il lungo principato dell'imperatore Augusto, infatti, che il territorio dell'antica Turi raggiunge la sua massima estensione.
Mentre nel resto della provincia alcune città, come Bari e Norba, vivevano in un territorio limitato, Thuriae risultava essere, assieme a Silvium (l'attuale Gravina in Puglia) la più grande città dell'odierna Murgia pugliese.

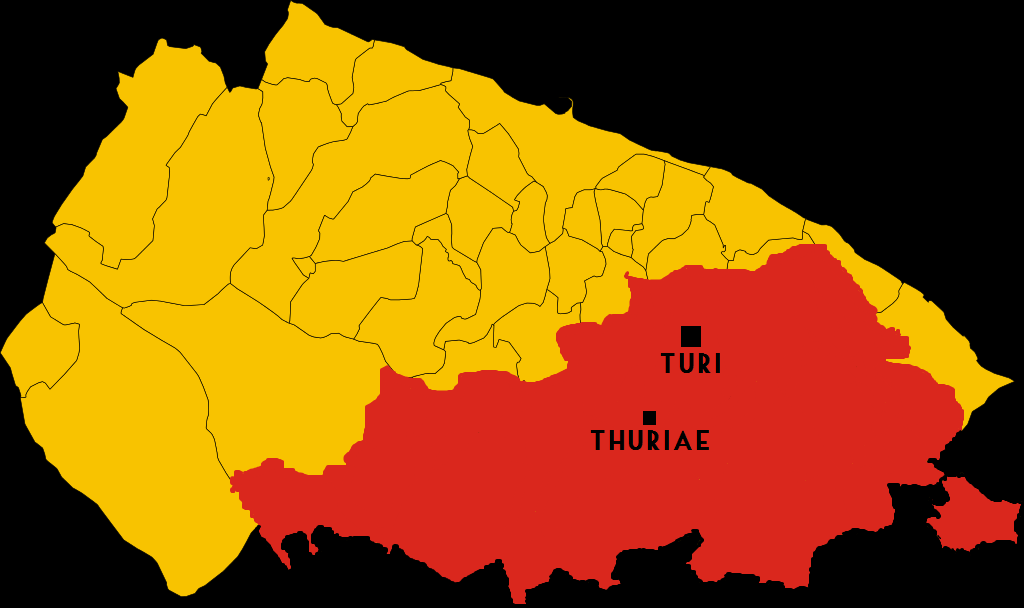
Il territorio di Thuriae con gli attuali confini amministrativi

## Le origini illiriche
I Giapidi (o Giapodi), antica popolazione illirica collocata tra l'altopiano del Gorski Kotar e la regione della Lika salparono, nel I millennio a.C., alla volta della Puglia. Una volta sbarcati sulle coste pugliesi, decisero di unirsi alla popolazione locale dando origine a quelli che, successivamente, saranno i Peucezi (o Peuceti). Saranno loro, sui colli murgiani, a costituire la città di Thuriae.